# Музей Бартольди
Музей Бартольди (фр. Musée Bartholdi) — музей в Кольмаре, посвящённый жизни и творчеству знаменитого скульптора Огюста Фредерика Бартольди. Музей расположен в доме, в котором когда-то родился скульптор, на улице Купцов (рю-де-Маршан).

## История
Музей Бартольди расположен в городе Кольмаре в доме, в котором в 1834 году родился скульптор Огюст Бартольди.
Через несколько лет после смерти скульптора его вдова пожертвовала его родному городу дом, который принадлежал семье Бартольди и в котором родился её муж. Дом был передан городу вместе со всем имуществом, которое было в нём, включая мебель, предметы искусства, библиотеку. Также были переданы многочисленные объекты и предметы, хранившиеся в парижском доме скульптора (в том числе гравюры, картины, коллекции), для того чтобы память о скульпторе и его работах сохранилась в родном городе. Решение о создании музея было принято 25 июня 1907 года.
Музей Бартольди начал свою работу в 1922 году. Каждый год в музее специально организовывается выставка, во время которой демонстрируют рисунки и фотографии, имеющие отношение к работе и творчеству Огюста Бартольди.
В 1960 году Музей Бартольди на время прекратил свою работу, и вновь заработал в 1979 году.

## Экспозиция
Музейные залы занимают три этажа дома. В них расположены макеты памятников и скульптур, созданных Бартольди и находящихся в разных городах и странах. В музее есть также специальное место, отведённое истории таких шедевров, как статуя Свободы в Нью-Йорке и Бельфорский лев. В музее есть экспонаты, которые касаются жилых помещений и разной семейной мебели, личных вещей художника. Имеется также комната с коллекцией европейского искусства и помещение, которое обычно отводится для современных выставок.
На первом этаже музея расположена максимально точная реконструкция парижской квартиры скульптора. В приёмной висит портрет его матери, написанный парижским художником Ари Шеффером. На этом же этаже есть помещение, в котором помещены модели, имеющие отношение к Бельфорскому льву. Второй этаж посвящён американским работам художника. Есть документы, картины, фотографии, рисунки, гравюры, имеющие отношение к созданию статуи Свободы.
Музей расположен южнее церкви Сен-Мартен. Чтобы до него добраться, нужно выйти на улицу рю-де-Маршан. На противоположной стороне улицы расположен музей.
Музей расположен по адресу 30 rue des Marchands. В январе и феврале музей закрыт, также он не работает по вторникам. С 1 марта по 31 декабря он работает с 10 утра до 12 утра и с 2 часов дня до 6 часов вечера.
Для того чтобы пройти в музей, нужно пройти через крытый проход. Тогда посетителю откроется двор и бронзовая статуя Бартольди «Великие основания мира», которая олицетворяет собой справедливость, труд и родину. Она выставлялась в 1902 году в «Парижском салоне». Главный вход в музей расположен с правой стороны от двора. Дверной проём создан в ренессансном стиле. Общая площадь музея составляет 700 квадратных метров.